# Kostel svaté Maří Magdalény (Bor)
Kostel svaté Maří Magdalény z 13. století stojí v části Bor obce Sadov v okrese Karlovy Vary. Je kulturní památkou České republiky. Je filiálním kostelem římskokatolické církve v Ostrově, vikariát karlovarský diecéze plzeňské.

## Historie
Raně gotický kostel s hřbitovem byl podle archeologického výzkumu postaven kolem roku 1260 (jádro kostela, kněžiště a obvodové zdi východní části lodi). Stojí uprostřed osady Bor na bývalé obchodní cestě z Porýní do Čech. První písemná zmínka pochází z roku 1342, kdy patronátním právem ke kostelu disponoval opat cisterciáckého kláštera ve Waldsassenu. Kolem roku 1384 farní kostel náležel k loketskému arcidiakonátu. Kolem roku 1400 byl kostel upravován do gotické podoby. Kolem roku 1500 byla přistavěna sakristie a v roce 1514 do věže zavěšen zvon Panna Maria. Na konci 16. století byl kostel v rukou protestantů. Po bitvě na Bílé hoře byl rekatolizován a přifařen k římskokatolické farnosti v Ostrově. Barokní proměnou prošel v roce 1770, kdy byla prodloužena loď a nově zastropena a do barokní podoby upravena okna. Sochař a malíř Karl Lorenz z Hroznětína upravoval interiér kostela v období kolem roku 1819. Úder blesku zničil věž v roce 1839. V roce 1856 se stal opět farním kostelem a v roce 1863 byla postavena nová patrová budova fary. Nová klasicistní věž byla přistavěna k západnímu průčelí v letech 1874–1875 stavitelem Karlem Piehlem ze Sedlce. V letech 1906–1912 byla zrušena část hřbitova, na které byl v roce 1925 postaven pomník obětem první světové války. Po ukončení druhé světové války bylo německé obyvatelstvo vysídleno a kostel začal chátrat. V roce 1964 byl zapsán do seznamu kulturních památek. V druhé polovině 20. století byl mobiliář kostela rozkraden a zanedbanou údržbou devastován. V roce 1993 byly objeveny historické nástěnné malby. V roce 2003 byl proveden stavební průzkum kostela se závěrem – kostel je v havarijním stavu. Taktéž v roce 2003 vzniklo občanské sdružení Kostel Bor pro záchranu kostela. Od roku 2006 probíhají postupné opravy kostela s archeologickým a restaurátorským výzkumem. 

## Popis

### Exteriér
Kostel je raně gotická jednolodní zděná omítaná orientovaná stavba postavena z lomového kamene na půdorysu obdélníku s hranolovou věží v západním průčelí a užším pravoúhlým závěrem. K celé severní straně kněžiště je přistavěna sakristie na půdorysu obdélníku se dvěma opěráky, které jsou pozůstatky po dřívější snesené věži). Kostel má sedlovou střechu, která je krytá šindelem, nad závěrem je zvalbená, sakristie má střechu valbovou krytou šindelem. Věž vysoká třicet metrů je postavená z cihel, má prolomenou stanovou střechu krytou měděným plechem. Fasáda je hladká, okapové podélných stěny lodi jsou prolomeny dvojicemi obdélných barokních oken, které jsou ukončené segmentovým záklenkem. V kněžišti jsou okna obdélná s lomeným záklenkem, na jižní stěně je okno zazděno. V severní stěně lodi je boční vchod, jehož portál s původně lomeným zakončením byl později upraven na půlkruhové. Portál má pravoúhlý hluboký profilovaný ústupek, ve kterém byla v 16. století vyzděna branka. V jižní stěně lodi bylo gotické okno (zazděno) a gotický portál hlavního vchodu, který je zazděn a upraven na výklenek, ve kterém bylo v 19. století umístěno sousoší Kalvárie.
Věž je členěná lizenovými rámy. V západní stěně věže je prolomen vchod. Portál vchodu je rámován iluzorním ostěním v omítce. Nad vchodem a po bocích jsou kruhová okna. Nad okny jsou dvě souběžné profilované římsy, které oddělují zvonové patro věže. Nad římsami jsou úzká obdélná okna s půlkruhovým záklenkem. Zvonové patro je ukončeno korunní římsou. Pod římsou jsou umístěny čtvercové ciferníky věžních hodin v pětiúhelných štítových nástavcích. Po stranách věže západního průčelí jsou prolomena úzká obdélná okna s půlkruhovým záklenkem. 
U bočního vchodu je umístěn smírčí kříž.

### Interiér
Vstupem z podvěží se vchází pod dřevěnou vestavěnou kruchtu nesenou na dvou dřevěných hranolových sloupech. Na kruchtu vedou dřevěné zalomené schody. Obdélná loď má plochý, barevně zvýrazněný záklopový strop. Loď je oddělena od kněžiště vítězným půlkruhovým obloukem s hlubokým ústupkem. Kněžiště je zaklenuto křížovou klenbou. Na čtyři nízko položené kuželové konzoly nasedají žebra klenby. V severní stěně kněžiště je malý sanktuář s hrotitým zakončením a vsazenou deskou v dolní části. Do sakristie se vstupuje sedlovým portálem s ostěním profilovaným oblounem a barevně zdůrazněným. Sakristie je zaklenuta valenou klenbou s výsečemi.
Na stěnách lodi a kněžiště se dochovala ve fragmentech gotická figurální výmalba z první poloviny 14. století. V západní části lodi je výmalba ze čtyřicátých let 17. století inspirovaná starozákonními motivy.
V interiéru bylo barokní zařízení z 18. století. V kněžišti stál sloupový portálový hlavní oltář z období po roce 1700, na kterém byl umístěn oltářní obraz Maří Magdalény od malíře Karla Škréty z první poloviny 17. století. V románském stylu byla provedena kamenná oltářní mensa s vestavěnou nikou pro relikvie. V kněžišti je kamenná křtitelnice s víkem zdobenou vyřezávaným výjevem Křest Krista.
Na evangelijní straně před vítězným obloukem stál novobarokní boční oltář Panny Marie z 19. století. Oltářní obraz byl kopií obrazu Madony s dítětem od italského malíře Guida Reniho. Na epištolní straně stál novobarokní vyřezávaný boční oltář Kalvárie ze 17. století. V jednoduché edikule bylo přemalované sousoší Kalvárie z 18. století. Kazatelna byla vyřezávaná zdobená listovou výplní a postavena na parapetu podepíraném sloupky.
Od sochaře Karla Lorenze z Hroznětína pocházely deskové obrazy Křížové cesty z roku 1820, Svatý hrob z roku 1819 a vyřezávaný krucifix z roku 1825. Prostor lodi osvětloval empírový lustr. Na kruchtě byly varhany z roku 1898, které vyrobil varhanář Martin Zause z Chebu.
Dle popsaných fotografií je z vybavení zachováno torzo hlavního oltáře, křtitelnice a lavice v lodi.

## Zvony
Ve věži je zavěšený gotický zvon Gloria z období před rokem 1400. Dolní průměr a výška zvonu je 83 cm. Na srdci zvonu je číslo 999. Zvon je hladký bez ozdob jen v horní části je nápis: „GLORIA VENI CU(M) PA(CE), OR(AT)E“ v devět centimetrů širokém pásku s dvojitým okrajem.
Druhý zvon Panna Marie měl průměr 53 cm a byl vysoký 53,5 cm. V horní části byl v úzkém pásku nápis: „+ O Maria + pit + got + vor + uns + MCCCCCXIIII“ Zvon byl pravděpodobně zabaven v době druhé světové války.

### Záchrana kostela
Kostel byl nově zastřešen a obnovena šindelová krytina. Věž byla staticky zajištěná a získala novou měděnou střechu. Kostel byl staticky zajištěn, bylo provedeno odvodnění stavby, svedení dešťové vody do trativodu. V interiéru bylo provedeno zajištění klenby v kněžišti a sakristii.
V roce 2008 byla provedena restaurátorský sondážní průzkum výmaleb. Na stěnách lodi a kněžiště byly objeveny omítky a malby z období gotiky, renesance a baroka. V roce 2012 byly malby restaurovány, byl obnoven záklopový strop a opravena dlažba lodi. V rámci archeologického výzkumu byly v roce 2005 v sondě u sakristie objeveny ostatky osoby, která zemřela před 500–600 lety. Kostel s pozemkem byl převeden do majetku obce.

## Galerie

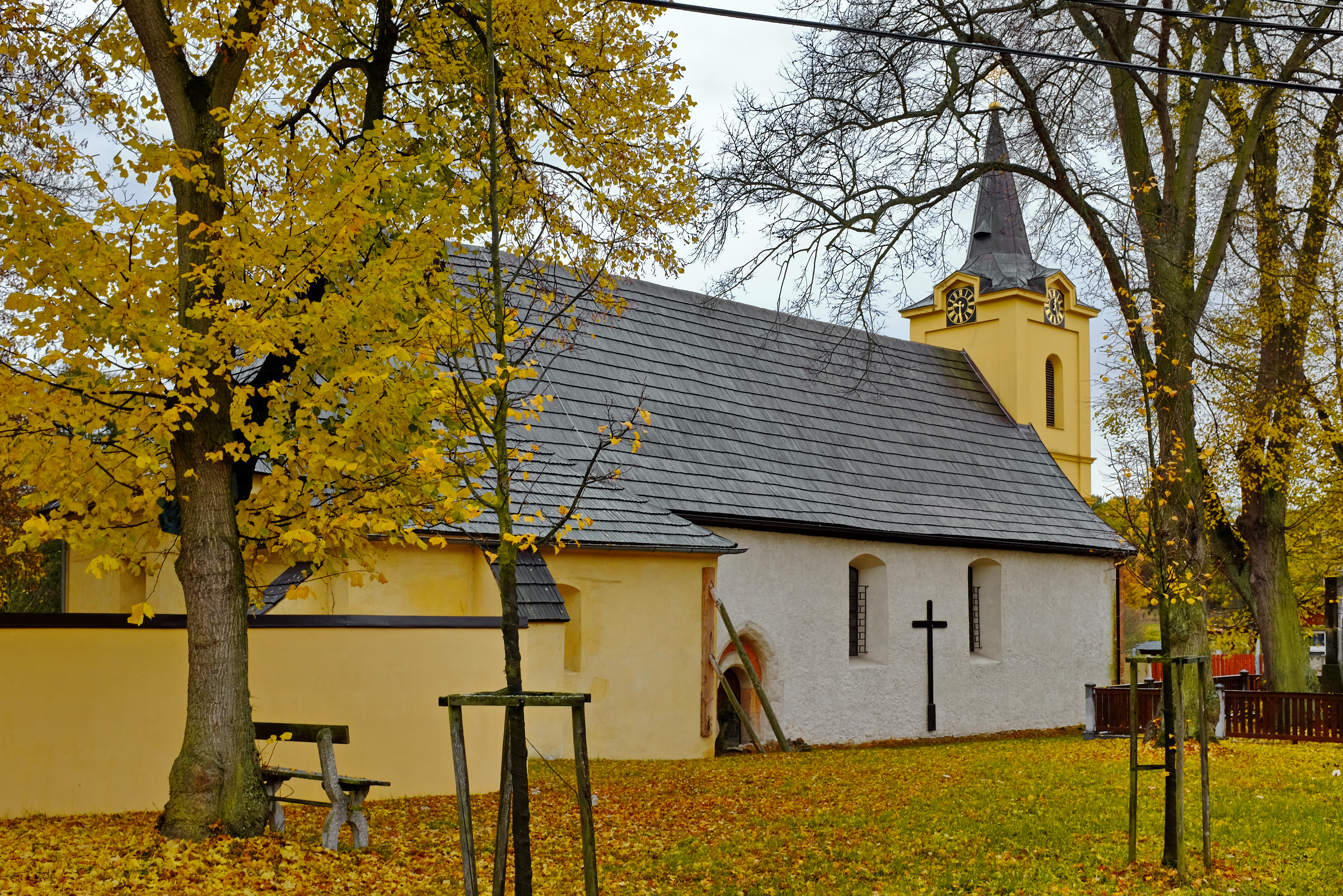
Pohled na severní stranu kostela
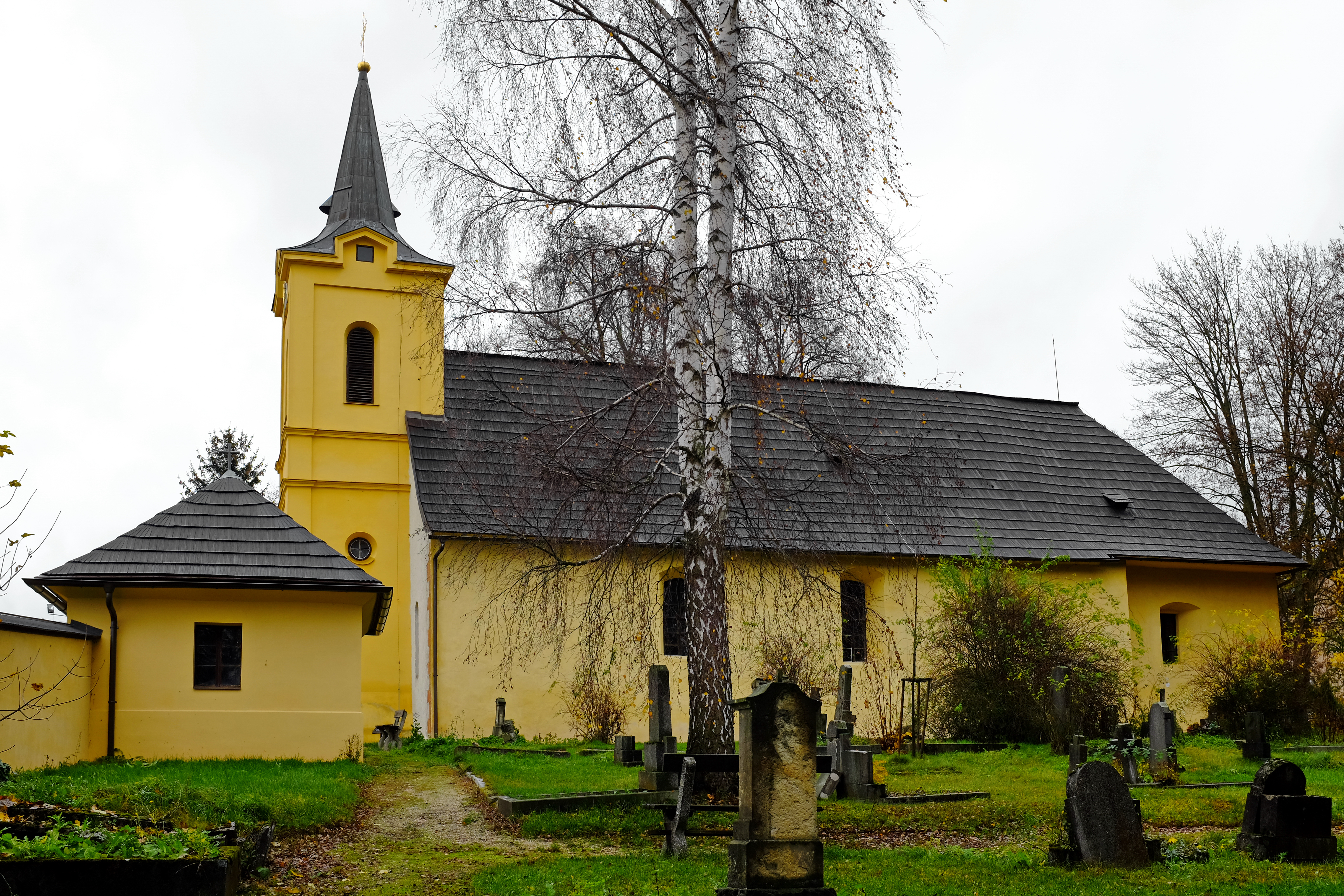
Jižní strana kostela
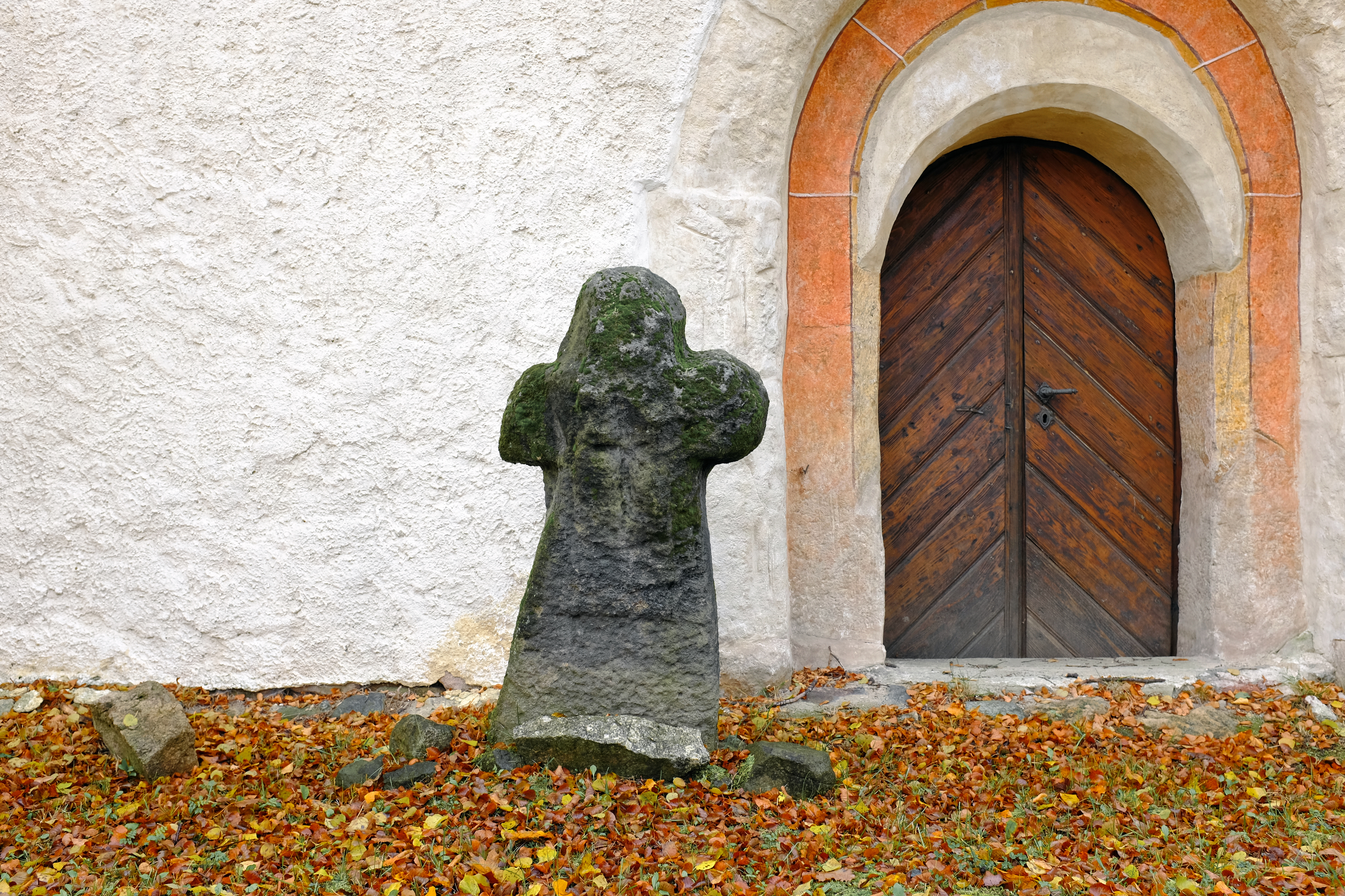
Smírčí kříž u bočního portálu
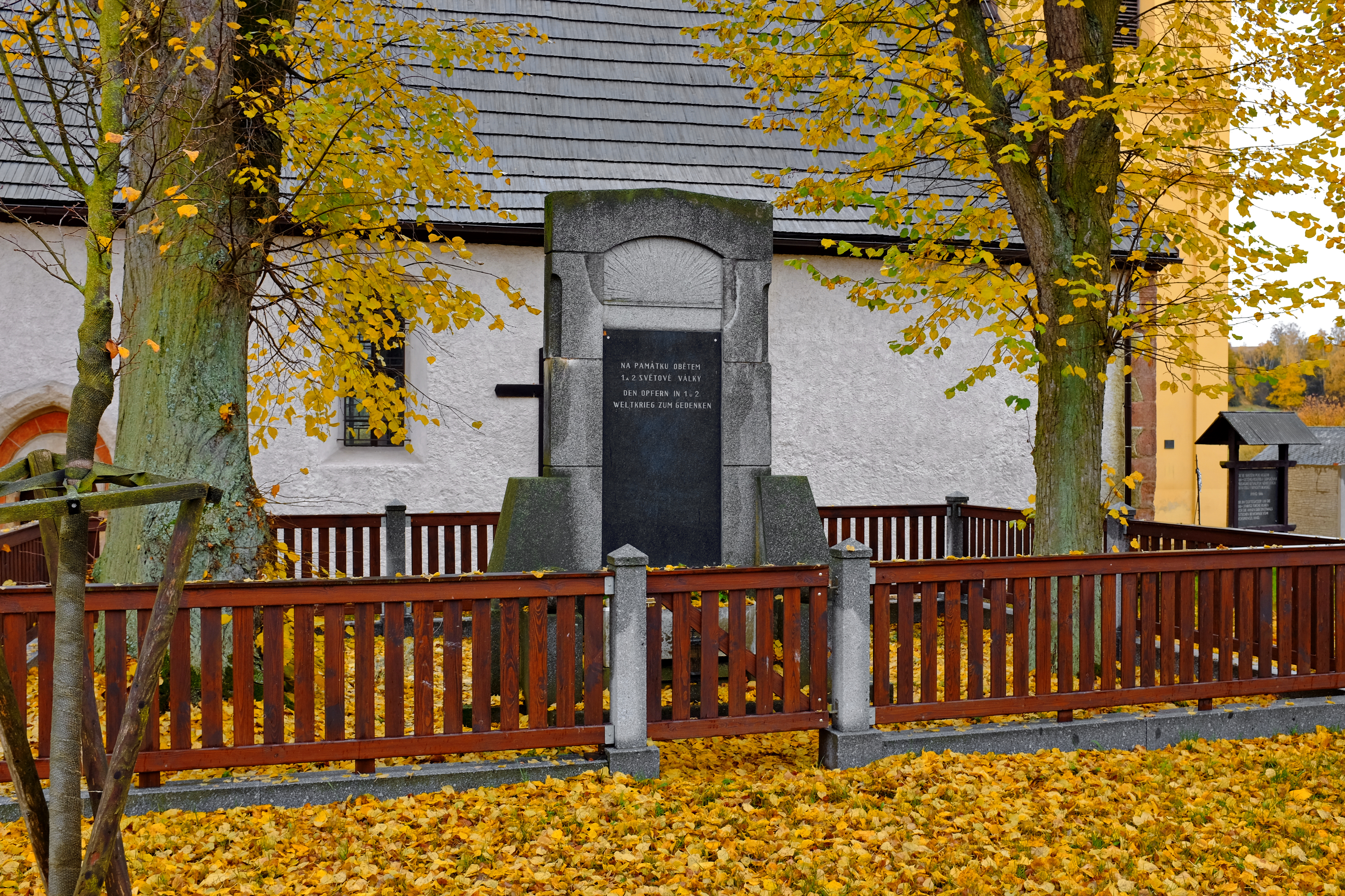
Pomník obětem 1. a 2. světové války